# Копликове мрље
Копликове мрље су промене локализоване на слузокожи унутрашње стране образа, које имају изглед просутог гриза по хиперемичној слузокожи. Брисањем се не скидају јер су чврсто спојене са слузокожом. Мрље настају као један од клиничких знакова у усној дупљи болесника оболелог од морбила, Карактеришу се улцерозним лезијама на слузокожи усне дупље, праћеном некрозом, ексудацијом неутрофилна и неоваскуларизацијом. Мрље понекад конфлуирају у веће „плаже“, тако да делују као почетни стоматитис. Копликове мрље су рани знак за дијагнозу малих богиња или морбила.

## Историја
Патогномичне беле мрље (пеге) на слузокожи унутрашње стране образа код особа оболелих од морбила, први је 1896. открио и описао Хенри Коплик (Henry Koplik 1858—1927) амерички педијатар, по коме су оне и назване „Копликове мрље“.
Неки историчари медицине заслугу за ово откриће приписују Рудолфу Вирзбургу (Reubold, Würzburg 1854), а други Јохану Андреасу Мареју (Johann Andreas Murray 1740-1791).
Пре Коплика, ове мрље уочили су и описивали; немачки интерниста Карл Јакоб Кристијан Адолф Герхардт (Carl Jakob Adolf Christian Gerhardt 1833-1902) 1874. године, дански лекар Н Флиндт 1879, и руски лекар Нил Филатов (1847-1902) 1895. године.

## Епидемиологија
Захваљујући све масовнијој вакцинацији против морбила, на глобалном нивоу стопа инциденце за ову болест је веома ниска у развијеним земљама света.
- У Сједињеним Америчким Државама, на пример, јавило се 29—116 случајева морбила годишње, између 2000. и 2007. године.[6]
- Од пријављеног броја оболелих од морбила 94% случајева се односило на невакцинисана лица која су се инфицирали за време боравка у иностранство, као и на имунодефицијентна лица са ниском покривеношћу вакцином.[5]
- Копликове мрље могу се приметити у најмање 50—70% болесника са малих богиња, ако је испитивање благовремено урађено.[7]

## Патофизиолога
Копликове мрље се јављају као специфичан знак код, једне од осипних грозница, мормбила (малих богиња). Настају у продромалном, катарални стадијуму ове болести, обично 36 часа пре појаве морбилиформене оспе, и одржавају се 11—24 часова.
Морбили су веома заразна болест (која се може спречити вакцином) изазвана вирусом морбила (малих богиња), рода морбилиформних вируса из породице парамиковиридае (лат. paramyxoviridae). Вирус пролази кроз N филтер и на собној температури је активан око 24 часа, а на температрури од 00C, неколико дана. У замрзнутом стању на -370C до -720C вирус може да задржи активност и до 15 дана. Брзо се инактивира на ниским вредностима .
Вирус је присутан у секрету носно - ждрелне слузокоже и крви болесника за време продромалног и ране фазе осипног стадијума болести. Преносисе преко капљица или директним контактом са секретом носа или грла оболелих особа. Морбили су једна од најбрже преносивих заразних болести из групе богиња, а вероватно и једна од најпознатији и најсмртоноснијих осипних грозница у дечјем узрасту.
Почетна инфекција и умножавање вируса почиње на локалном нивоу у епителним ћелијама трахеје и бронха у виду хиперемије, серозне ексудације, периваскуларног накупљања и пролиферације мононуклеарних а делом и полиморфонуклеарних ћелија. Након 2-4 дана, вирус морбила инфицира локално лимфно ткиво, највероватније ношен плућним макрофагама. Након што вирус изврши продор у регионалне лимфне чворове, у њима настаје хиперплазија, са појавом гигантских ћелија величине и до 100 μ, које садржавају и до 100 језгара.
У тој почетној или продромалној фази болести на букалној и ждрелној слузокожи настају Копликове мрље, због бујања ендотелних ћелија у улцерозним лезијама на слузокожи усне дупље, праћеном површном некрозом, ексудацијом неутрофилна и неоваскуларизацијом. Даљим процесом виремије вирус морбила продире у ћелије разних органа пре појаве кожне оспе. На површини коже се запаљењска инфилтрација налази око лојних жлезда и и фоликула косе.

## Клиничка слика
Копликове мрље су карактеристика продромалне фазе морбила и често могу бити откривене и пре појаве морбилиформног осипа. Ове око два милиметра велике, еритематозна, бела или сива мрље на слузокожи са унутрашње стране образа обично се појављују супротноо од горњих кутњака, неколико дана пре осипа, повремено се проширити на целу букалну слузокожу, затим нестати кад се морбилиформни осип развија.

## Дијагноза
Копликове мрље као дијагностички знак за морбиле могу се приметити у најмање 50—70% болесника са малих богиња, ако је испитивање благовремено урађено.
Објективним прегледом усне дупље болесника са Копликовим мрљама, уоочавају се беличасте мрље попут просутог гриза по хиперемичној слузокожи са унутрашње стране образа око Стеноновог канала и гингивалне слузокоже у букалном жлебу.
Поред овог знака код болесника се налази се и упала вежњаче, ринитис, кожа лица је бледа, слузокожа ждрела и крајника је хиперемична. Лице оболеле особе је подбуло, „нечисто“, сивоцрвене боје, са мутним и сузним очима.
Није присутна оспа по кожи, али се у усној дупљи поред Копликових меља, не меком непцу може видети енантем. Понекад мрље се могу јавити и на вежњачи, вагиналној слузокожи или слузокожи гастроинтестиналног тракта.

## Тарапија
Лечење је симптоматско-антипиретицима, средствима за умирење кашља, витаминима.